# Бавлы (река)
Бавлы́ (устар. Бавлянка) — река в России, протекает по территории Бавлинского района Татарстана.

## География и гидрология
На реке расположен одноимённый город Бавлы и сёла Якты-Куль, Кзыл-Яр.
Устье реки находится в 402 км по левому берегу реки Ик. Длина реки составляет 16 км, площадь водосборного бассейна 102 км².

## Данные водного реестра
По данным государственного водного реестра России относится к Камскому бассейновому округу, водохозяйственный участок реки — Ик от истока и до устья, речной подбассейн реки — бассейны притоков Камы до впадения Белой. Речной бассейн реки — Кама.
Код объекта в государственном водном реестре — 10010101312111100028084.